# René-François Régnier
René-François Régnier (Saint-Quentin-lès-Beaurepaire, 17 juli 1794 – Cambrai, 3 januari 1881) was een Frans kardinaal-priester.

## Biografie
Régnier werd geboren in 1794. Tussen 1850 en 1881 was hij aartsbisschop van Kamerijk. Hij nam deel aan het Eerste Vaticaans Concilie. In 1873 werd hij geïnstalleerd tot kardinaal-priester door paus Pius IX.
Régnier nam deel aan het conclaaf van 1878. Hij overleed op 86-jarige leeftijd in 1881. 
- Bibliothèque nationale de France: cb12991645q (data)
- International Standard Name Identifier: 0000 0000 0160 7366
- Base Léonore: LH//2286/76
- Nederlandse Thesaurus van Auteursnamen: 150981821
- Système universitaire de documentation: 125096208
- Virtual International Authority File: 12439297
- WorldCat: E39PBJpV6TJhVd7xgfYd6XfyVC